# DX Century Club

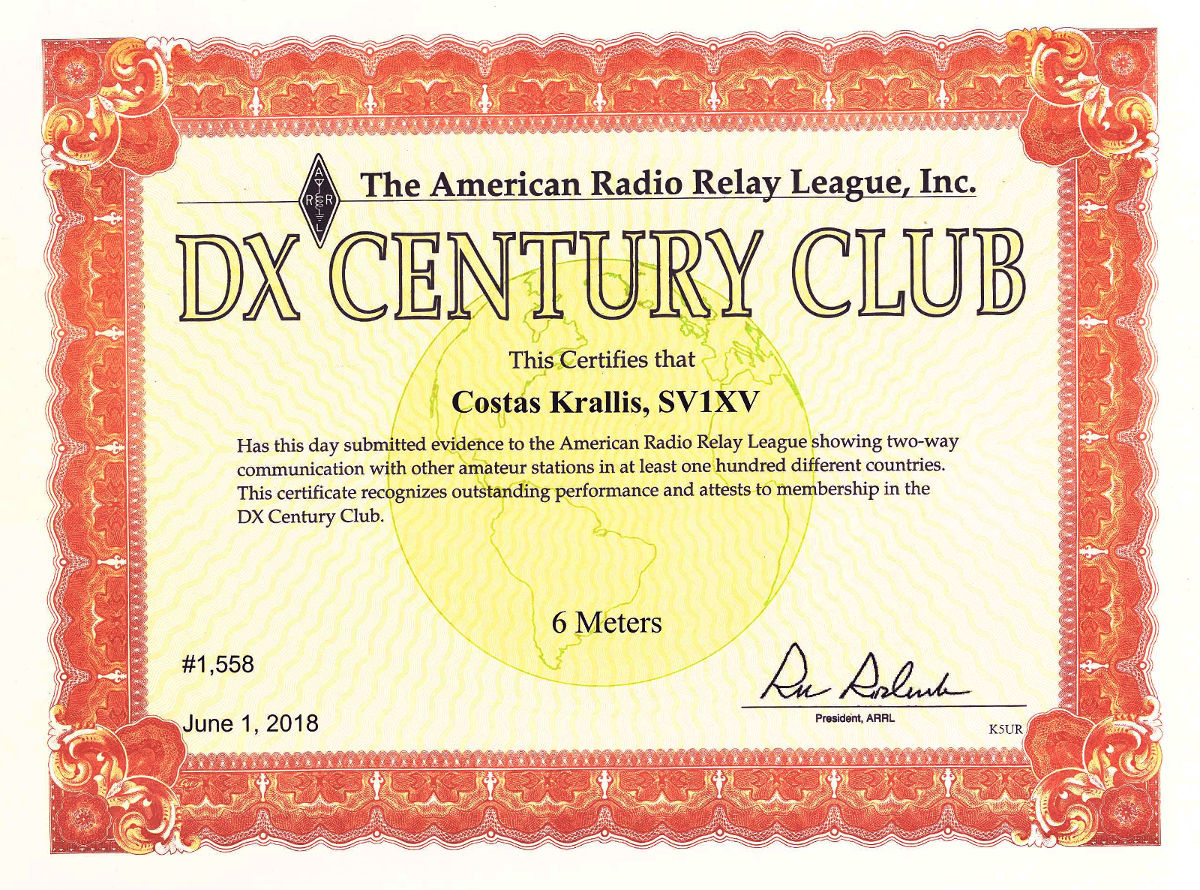
DXCC-Diplom eines griechischen Funkamateurs

DX Century Club (deutsch wörtlich „DX-Hunderterklub“), kurz DXCC, ist ein Amateurfunkdiplom und eine der bekanntesten Auszeichnungen für Funkamateure.
Das DXCC-Diplom kann von Funkamateuren aller Länder für das „DXen“, also die Herstellung von Zweiwege-Fernverbindungen, mit mindestens hundert Ländern erworben werden.

## Bedeutung

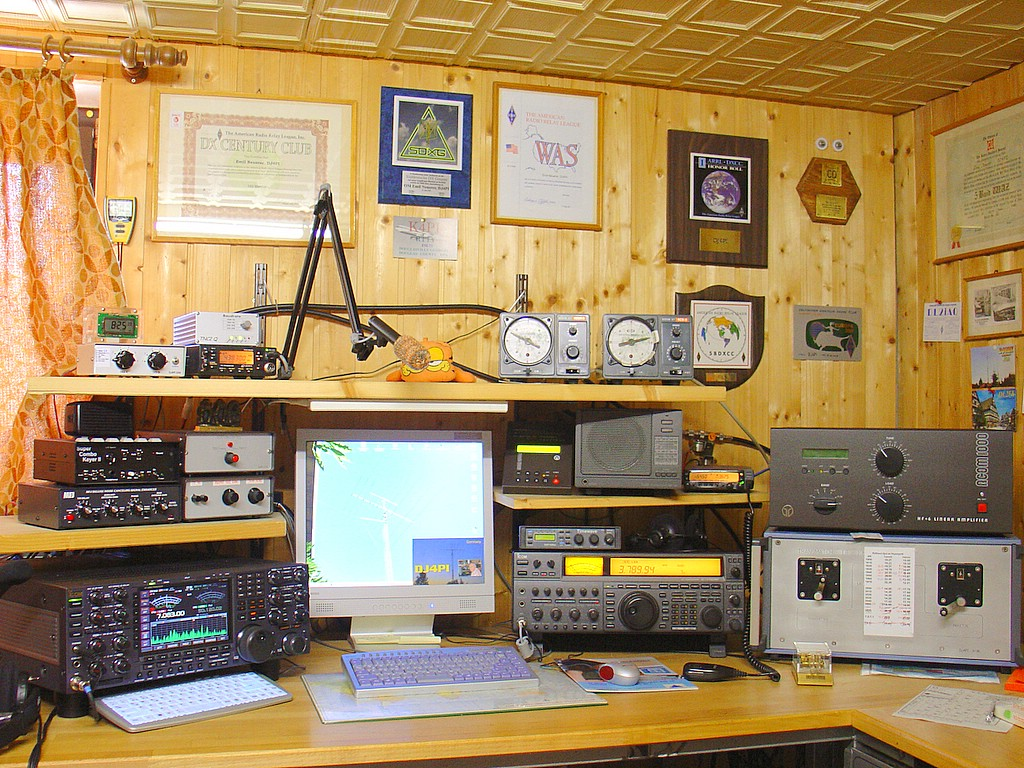
In diesem Shack hängt das Diplom des DX Century Club oben links an der Wand

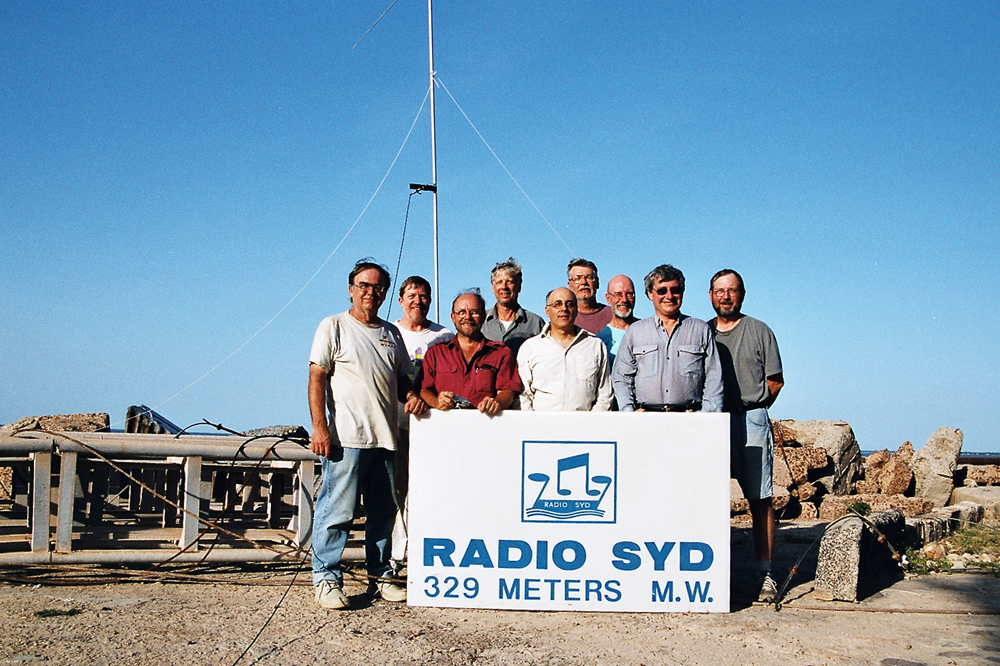
Internationale DXpeditions-Gruppe in Gambia (2003)

Die amerikanische Radio Relay League (ARRL), der weltweit größte Amateurfunkverband, vergibt das Diplom und bezeichnet es als Amateur Radio's premier award that hams can earn by confirming on the air contacts with 100 countries. („Die wichtigste Amateurfunkauszeichnung, die Funkamateure erwerben können, indem sie Funkverbindungen mit 100 Ländern bestätigen“).
In der Zeitschrift Monitoring Times kann man nachlesen: Becoming a member of the DX Century Club is one of the great accomplishments of the amateur radio hobby („Mitglied im DX Century Club zu werden, ist eine der großen Leistungen des Amateurfunkhobbys“).

## Geschichte
Das Diplom wurde 1937 ausgeschrieben. Die Liste der Länder beziehungsweise der „Gebiete“, englisch Entities („Entitäten“), wird von der ARRL festgelegt. Die erste Länderliste enthielt unter anderem den Bismarck-Archipel und die Freie Stadt Danzig als gewertete Gebiete. Im Jahr 1987 war die Variante Golden Jubilee erhältlich, bei der hundert Länder in einem Jahr gearbeitet werden mussten, beim 75-Jahr-Jubiläum im Jahr 2012 die Diamond DXCC Challenge, bei der die ursprüngliche Länderliste von 1937 galt.

## Regeln
Voraussetzung zum Erwerb des DXCC-Diploms sind bestätigte Funkverbindungen (QSOs) mit anderen Funkamateuren in mindestens hundert verschiedenen Ländern. Es gibt Erweiterungen des Diploms für diverse Modulationsarten und Amateurfunkbändern. Außer dem Grunddiplom gibt es noch weitere Stufen, wie die DXCC Challenge („DXCC-Herausforderung“) und die Honor Roll („Ehrenliste“) sowie die „Fünf-Band-Ausführung“ (englisch 5 Band DXCC Award) für mindestens hundert Länder auf jedem der fünf „klassischen“ Amateurfunkbänder 80 m, 40 m, 20 m, 15 m und 10 m.
Funkamateure, die die Bedingungen erfüllen und ihre Funkverbindungen beispielsweise mithilfe von QSL-Karten oder durch bestätigte Einträge im Logbook of the World (LoTW) nachgewiesen haben, können bei der ARRL kostenpflichtig das Diplom beziehen. Für Deutschland wird das DXCC vom Deutschen Amateur-Radio-Club (DARC) betreut. Hierzu unterhält er sogenannte DXCC-Checkpoints.

## Länderliste
Die Liste der für das DXCC-Diplom gewerteten „Länder“ (englisch countries) ist weiter gefasst als es gemeinhin üblich ist. Man spricht auch von „Entitäten“ (englisch entities). Ähnlich wie im Fußball zählt beispielsweise das Vereinigte Königreich nicht als nur ein Land, sondern England, Schottland, Wales und Nordirland bilden jeweils eigene Entitäten. Darüber hinaus zählen auch die Isle of Man, Jersey und Guernsey und diverse britische Inseln in Übersee als weitere eigene Entitäten.
In der Vergangenheit wurden sowohl DXCC-Länder aus der Liste gestrichen als auch neue hinzugefügt. So wurde am 21. Januar 2018 Kosovo neu in die Liste aufgenommen. Eine international besetzte DX-Expedition unter dem Rufzeichen Z60A wurde kurz danach durchgeführt, um Amateurfunkverbindungen zu ermöglichen.
Es existieren Listen von DXCC-Entitäten, welche am meisten für das DXCC-Diplom begehrt sind. Im Jahr 2020 fehlten bei einer Umfrage der German DX Foundation 95 % der Teilnehmer Funkkontakte mit einer Amateurfunkstation in Nordkorea und 92 % der Befragten hatten noch nie einen Funkkontakt zu dem US-amerikanischen Kure-Atoll. Funkamateure oder Gruppen von Funkamateuren organisieren deshalb Expeditionen, um „seltene Gebiete“ zu aktivieren, was auch DXCC-interessierten Funkern zugutekommt. Funkverbindungen werden von der ARRL für das DXCC nur anerkannt, wenn die nötigen Genehmigungen von Behörden und Organisationen vorhanden sind. Neben den nötigen Funklizenzen müssen auch Anlandegenehmigungen für Inseln vorhanden sein, die unter Naturschutz stehen. Auf Anfrage müssen solche Genehmigungen der ARRL vorgelegt werden.